# 下皮蒙新城
下皮蒙新城（法語：Villeneuve-sous-Pymont，法語發音：[vilnœv su pimɔ̃]）是法国汝拉省的一个市镇，位于该省西部，省会隆斯勒索涅市区以北，属于隆斯勒索涅区。

## 地理
下皮蒙新城（46°41'29"N, 5°33'2"E）面积2.67 平方千米，位于法国勃艮第-弗朗什-孔泰大區汝拉省，该省份为法国东部内陆省份，北起上索恩省，西北接科多尔省，西临索恩-卢瓦尔省，南至安省，东与杜省和瑞士接壤。
与下皮蒙新城接壤的市镇（或旧市镇、城区）包括：莱图瓦勒、勒潘、希耶、隆斯勒索涅、蒙莫罗。

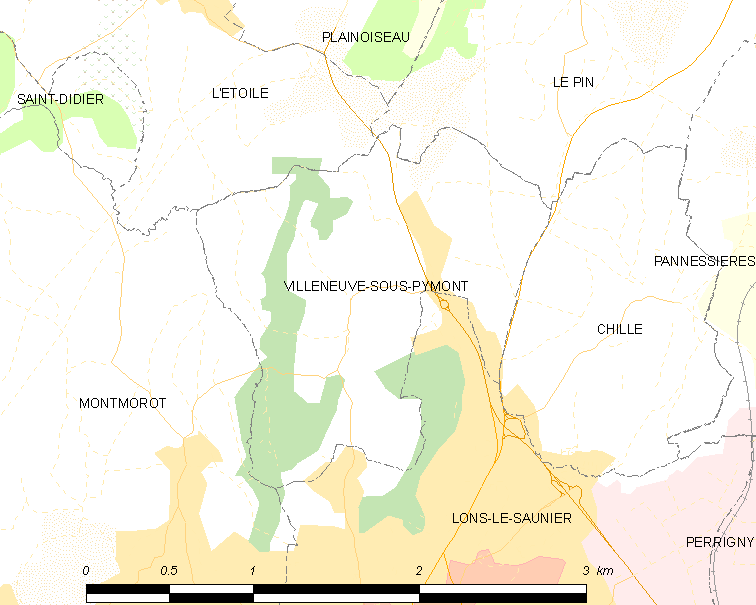
下皮蒙新城的OSM定位图

下皮蒙新城的时区为UTC+01:00、UTC+02:00（夏令时）。

## 行政
下皮蒙新城的邮政编码为39570，INSEE市镇编码为39567。

## 政治
下皮蒙新城所属的省级选区为隆斯勒索涅第一县。

## 人口

1962-2008年间下皮蒙新城人口变化图示

下皮蒙新城于2022年1月1日时的人口数量为305人。